# Kodeks 078
Kodeks 078 (Gregory-Aland no. 078),  ε 15 (von Soden) – grecki kodeks uncjalny Nowego Testamentu na pergaminie, paleograficznie datowany na VI wiek. Rękopis przechowywany jest w Rosyjskiej Bibliotece Narodowej (Suppl. Gr. 13, fol. 1-7) w Petersburgu.

## Opis
Do dziś zachowało się jedynie 6 kart kodeksu (27 na 20 cm). Oryginalny kodeks zawierał tekst czterech Ewangelii. Tekst pisany jest dwoma kolumnami na stronę, 22 linijki w kolumnie. Jest palimpsestem, później naniesiony tekst górny pisany jest w języku gruzińskim.
Zawiera
Mateusz 17,22-18,3.11-19; 19,5-14; Łukasz 18,14-25; Jan 4,52-5,8; 20,17-26;
Grecki tekst kodeksu przekazuje tekst bizantyjski Kurt Aland zaklasyfikował go do kategorii III.
Tekst został odczytany i wydany przez Tischendorfa. David C. Parker dokonał nowej rekonstrukcji tekstu Ewangelii Jana.